# Partito della Giustizia (Turchia)
Il Partito della Giustizia (in turco Adalet Partisi, sigla AP) è stato un partito politico turco, fondato nel 1961 da Ragıp Gümüşpala. Ha cessato le sue attività nel 1980, dopo essere stato prima sospeso e poi sciolto dalla giunta militare guidata da Kenan Evren. L'attuale Partito Democratico si considera erede dell'AP.

## Le origini
Il partito nasce nel febbraio 1961 con l'intenzione, seppur non dichiarata, di raccogliere l'eredità del Partito Democratico di Adnan Menderes. Il partito infatti si richiamava fortemente al programma politico di Menderes e si appoggiava alla stessa base elettorale, posizione che gli consentì di ottenere un risultato importante alle elezioni del 1961: secondo dietro il CHP, l'AP ottiene il 34,80% dei voti e 158 seggi su 450.

## Dalle prime elezioni all'era Demirel
Il risultato delle elezioni del 1961 non è soddisfacente. Dalle urne non è uscita una maggioranza definita ed è necessario un governo di coalizione. L'AP partecipa al governo guidato da İsmet İnönü, leader del CHP. Il governo non avrà lunga vita. Già nel maggio 1962m infatti, l'AP ritirerà i propri ministri dall'esecutivo, dopo non essere riuscito a trovare un accordo sull'amnistia da concedere ai membri del disciolto Partito Democratico.
Seguirà un governo guidato sempre da İsmet İnönü, con l'appoggio del Partito della Nuova Turchia e del Partito Nazionale Contadino. Il 2 dicembre 1963, di ritorno dal funerale di John Fitzgerald Kennedy, İnönü rassegnerà le dimissioni. Cemal Gürsel, allora Presidente della Turchia, affida a Ragıp Gümüşpala l'incarico di formare un nuovo governo. Il tentativo non andrà a buon fine.
Il 6 giugno 1964 muore Ragıp Gümüşpala, fondatore e leader del partito. Alla morte del leader segue una lotta per la successione dai toni particolarmente aspri. La questione verrà definita dopo l'intervento di Cevdet Sunay, allora Comandante in Capo delle Forze Armate Turche e futuro Presidente della Turchia, che spinse fortemente per l'elezione di un rappresentante dell'ala moderata del partito. Diventa capo del partito Süleyman Demirel, eletto durante il secondo congresso.
Demirel imporrà una svolta al partito sui temi della religione e dell'anti-comunismo e traghetterà il partito alla storica vittoria nelle elezioni del 1965. L'AP ottiene il 52,87% dei voti e 240 seggi, sufficienti per formare un governo di maggioranza senza il sostegno di altri partiti.
Sotto il suo mandato verrà imposta una stretta sulla propaganda filo-comunista e sui docenti universitari impegnati nella traduzione di testi socialisti e radicali. Stampa e televisione di stato saranno molto critiche nei confronti dell'operato del governo. Le critiche, unite ad una politica a favore dei piccoli proprietari terrieri, del grande commercio e della grande impresa, alieneranno al partito le simpatie della classe intellettuale.
Sotto la guida di Demirel il partito promuoverà la libera iniziativa economica e il libero mercato. Queste politiche, unite a forti investimenti provenienti dall'estero, aiuteranno il governo a mantenere, nel quadriennio 1965-69 alti tassi di crescita e di sviluppo industriale.
Alle elezioni del 1969 il partito si conferma: 46,55% e 256 seggi. Demirel forma un governo più marcatamente centrista, creando malumori all'interno dell'ala più radicale del partito. La resa dei conti interna al partito arriverà nel febbraio 1970. Una parte del partito vota con l'opposizione e il secondo governo Demirel è battuto. Il leader del partito è costretto a rassegnare le dimissioni da capo del governo. Dopo un breve periodo stallo e l'impossibilità di formare un governo guidato da altre personalità, Demirel riceverà dal presidente Cevdet Sunay l'incarico di formare un nuovo governo, nel marzo 1970.
L'armonia interna al partito durerà poco. Nel giugno 1970 si apre un dibattito interno che porterà poi, nel dicembre dello stesso anno, 41 tra deputati e senatori del JP a dimettersi dal partito. I 41 dissidenti, guidati dall'ex-Presidente dell'Assemblea Ferruh Bozbeyli daranno vita ad una nuova formazione politica. Sceglieranno come nome Partito Democratico, richiamandosi al vecchio Partito Democratico guidato da Adnan Menderes.
Necmettin Erbakan, nel 1970, abbandona il partito, accusando Demirel di servire gli interessi del sionismo e della massoneria.

## Dal secondo colpo di Stato allo scioglimento del partito
Con il paese piombato nel caos e le defezioni interne, il compito di Demirel si fa arduo. Dopo un memorandum dell'esercito, che invitava il governo a mettere fine alla situazione di anarchia nel paese e a intraprendere riforme nello spirito del Kemalismo, Demirel si dimette.
Il paese tornerà alle elezioni nel 1973. L'AP raccoglie il 29,82% delle preferenze e 149 seggi, secondo dietro il CHP guidato da Bülent Ecevit.
Questi guiderà un governo di coalizione fino al 1974, quando si dimetterà per tornare a nuove elezioni in cerca di una maggioranza più ampia.
Demirel approfitta della situazione e forma un governo di coalizione che comprende quattro partiti: l'AP, il MSP di Necmettin Erbakan, l'MHP di Alparslan Türkeş e alcuni membri del rinato DP, coalizione che passerà alla storia con il nome di Milliyetçi Cephe (Fronte Nazionalista). La coalizione riuscirà a mantenersi in piedi fino alle elezioni del 1977.
Alle elezioni del 1977 l'AP si conferma secondo partito: 36,89% delle preferenze e 189 seggi. Data l'incapacità del CHP di formare un governo di maggioranza, è di nuovo Demirel a ricevere l'incarico. Verrà formato un nuovo Milliyetçi Cephe, un governo di coalizione con la presenza dell'MHP e dell'MSP. La coalizione si rivelerà particolarmente litigiosa, fino allo scioglimento della stessa nel dicembre 1979.
Dopo un breve ritorno al governo, il partito sarà prima sospeso, poi sciolto, dalla giunta militare autrice del golpe militare del 1980.